# Hadda Be Playing on the Jukebox
Hadda Be Playing on the Jukebox es un poema escrito por Allen Ginsberg en 1975. Ha sido interpretado en vivo (con música) por el grupo Rage Against the Machine, apareciendo en su álbum Live & Rare.
El poema enmarca varios acontecimientos de los años sesenta y años setenta, incluyendo el asesinato de Kennedy y la matanza de Kent State, como parte de una tendencia más grande. Ginsberg se refiere a la Guerra Fría como una "guerra de pandillas a través del océano" y llama al capitalismo "el vórtice de esta rabia" y una competición "de hombre a hombre".

## Eventos a los que hace referencia el poema
- NKVD
- Masacre de la Universidad Estatal de Kent
- Agencia Central de Inteligencia
- OGPU
- Agencia de Inteligencia de la Defensa
- KGB
- FBI
- Invasión de Bahía de Cochinos

- Datos: Q3782374